# 北德克萨斯影评人协会
北德克萨斯影评人协会（英語：North Texas Film Critics Association）是美国南部德克萨斯州的一个影评人协会。

## 分类
其主要奖项有：
- 最佳导演
- 最佳影片
- 最佳男主角
- 最佳女主角
- 最佳男配角
- 最佳女配角
- 最佳摄影
- 最佳动画片
- 最佳纪录片
- 最佳外语片

## 多奖得主
北德克萨斯影评人协会奖多奖得主主要有：《在云端》、《盗梦空间》、《贫民百万富翁》、《朱诺》。